# MAN SL 202
De MAN SL 202 is een bus, geproduceerd door de Duitse busfabrikant MAN van 1984 tot 1993. De MAN SL 202 is een tweede generatie standaard VÖV-lijnbus en is de opvolger van de MAN SL 200. De bus werd echter niet zo populair als zijn voorganger, mede doordat in 1989 de laagvloerige MAN NL 202 werd gelanceerd. Deze bus kan worden gezien als de opvolger van de SL 202.

## Specificaties
De bus lijkt veel op de Mercedes-Benz O405, die net als de SL 202 een Überland-front heeft. Echter is er één exemplaar die een SÜ-front heeft. Dit exemplaar was in bezit van, de uit België afkomstige vervoerder, Autobussen de Reys en reed eerst onder het nummer 331207 en later onder 102605.

## Aardgasbus
Wagen 135 van de VAG in Neurenberg was de eerste aardgasbus in Duitsland. Deze bus werd in 1993 uitgerust met aardgasaandrijving en reed op proef rond. Op basis van deze bus werd ook de MAN NL 202 voorzien van aardgasaandrijving en gereed gemaakt voor productie. Wagen 135 is nadat die buiten dienst werd gesteld, verkocht aan het museum Historisches Straßenbahndepot Nürnberg.

## Inzet
De bussen werden ingezet in verschillende landen. De meeste exemplaren kwamen voor in Duitsland, maar daar naast zijn er verschillende exemplaren geëxporteerd naar o.a. Nederland, België, Australië en Nieuw-Zeeland. De meeste bussen in Nieuw-Zeeland kregen een CWI B45+27D carrosserie. Echter kreeg één bus een Designline B49D carrosserie. Inmiddels zijn de meeste bussen buiten dienst genomen.
In Nederland werden 3 bussen in 1992 door OAD in dienst genomen voor op de streekdienst in de regio Salland. Deze serie kreeg de nummers 336-338. Toen OAD in 2003 de concessie verloor werden de bussen uit dienst gehaald. In België reden verschillende exemplaren bij verschillende exploitanten. In totaal reden er achttien exemplaren rond, waarvan één in Wallonië.
| Bedrijf                                      | Serie                                                                                          | Aantal    | Bouwjaar  | Inzet                     | Opmerking                                   |  |
| Australië                                    | Australië                                                                                      | Australië | Australië | Australië                 | Australië                                   |  |
| -------------------------------------------- | ---------------------------------------------------------------------------------------------- | --------- | --------- | ------------------------- | ------------------------------------------- |  |
| Light-City Buses                             | 441-445                                                                                        | 5         | ??        | Adelaide                  |                                             |  |
| Light-City Buses                             | 840-899                                                                                        | 60        | ??        | Adelaide                  | Cng-bussen                                  |  |
| Light-City Buses                             | 1601-1603                                                                                      | 3         | ??        | Adelaide                  | Cng-bussen                                  |  |
| Light-City Buses                             | 1605                                                                                           | 1         | ??        | Adelaide                  | Cng-bussen                                  |  |
| State Transit                                | 3253-3302                                                                                      | 50        | 1989      | Agglomeratie van Sydney   |                                             |  |
| Torrens Transit                              | 421-440                                                                                        | 20        | 1993      | Zuid-Australië            |                                             |  |
| Torrens Transit                              | 1350-1369                                                                                      | 20        | 1990      | Zuid-Australië            |                                             |  |
| Torrens Transit                              | 1601-1642                                                                                      | 42        | 1993      | Zuid-Australië            | Cng-bussen                                  |  |
| Veolia Transport New South Wales             | 690-693                                                                                        | 4         | ??        | Agglomeratie van Sydney   |                                             |  |
| België                                       |                                                                                                |           |           |                           |                                             |  |
| Autobussen Blaise                            | 752107 b                                                                                       | 1         | 1992      | Luik                      | In de huisstijl van TEC                     |  |
| Autobussen De Reys                           | 102604 b 102605b 102606 b 102607 b 102608 102609 102610 b 102617 102619 102811 - 102816 102818 | 16        | 1991-1993 | Antwerpen                 | Ex-Duitsland 102605 b heeft een SÜ-front    |  |
| Marcel Cars                                  | 112108                                                                                         | 1         | 1990      | Antwerpen                 | Ex-Maas (D)                                 |  |
| Duitsland                                    |                                                                                                |           |           |                           |                                             |  |
| BoGeStra                                     | 8601                                                                                           | 1         | ??        | Metropoolgebied Rijn-Ruhr | Dienst/leswagens                            |  |
| BoGeStra                                     | 8815                                                                                           | 1         | ??        | Metropoolgebied Rijn-Ruhr | Dienst/leswagens                            |  |
| DSW                                          | 1912                                                                                           | 1         | ??        | Dortmund                  |                                             |  |
| MVG                                          | 074-081                                                                                        | 8         | ??        | Mülheim an der Ruhr       |                                             |  |
| Stadtwerke Münster                           | 8700-8701                                                                                      | 2         | 1987      | Münster                   |                                             |  |
| SWB                                          | 8619-8620                                                                                      | 4         | ??        | Bonn                      |                                             |  |
| SWT                                          | 25, ??                                                                                         | >1        | ??        | Trier                     |                                             |  |
| Hongarije                                    | Volanbusz                                                                                      | ??        | ??        | ??                        | Regio Boedapest                             |  |
| Luxemburg                                    |                                                                                                |           |           |                           |                                             |  |
| Sales-Lentz                                  | B 0097                                                                                         | 1         | 1986-1994 | Streekvervoer             | Buiten dienst                               |  |
| Sales-Lentz                                  | B 0213                                                                                         | 1         | 1986-1994 | Streekvervoer             | Buiten dienst                               |  |
| Sales-Lentz                                  | B 0242                                                                                         | 1         | 1986-1994 | Streekvervoer             | Buiten dienst                               |  |
| Sales-Lentz                                  | BU 200                                                                                         | 1         | 1986-1994 | Streekvervoer             | Buiten dienst                               |  |
| Sales-Lentz                                  | BU 240                                                                                         | 1         | 1986-1994 | Streekvervoer             | Buiten dienst                               |  |
| Sales-Lentz                                  | BU 582                                                                                         | 1         | 1986-1994 | Streekvervoer             | Buiten dienst                               |  |
| Nederland                                    |                                                                                                |           |           |                           |                                             |  |
| OAD                                          | 336-338                                                                                        | 3         | 1992      | Salland                   |                                             |  |
| Nieuw-Zeeland                                |                                                                                                |           |           |                           |                                             |  |
| New Plymouth City Transport                  | 1-3                                                                                            | 3         | 1986-1987 | New Plymouth              | Werden verkocht aan verschillende bedrijven |  |
| New Plymouth City Transport                  | 6                                                                                              | 1         | 1986-1987 | New Plymouth              | Werden verkocht aan verschillende bedrijven |  |
| New Plymouth City Transport                  | 10-11                                                                                          | 2         | 1986-1987 | New Plymouth              | Werden verkocht aan verschillende bedrijven |  |
| Red Bus                                      | 612-670                                                                                        | 59        | 1986-1990 | Christchurch              |                                             |  |
| Wellington City Council Transport Department | 141-170                                                                                        | 30        | 1986-1989 | Wellington                |                                             |  |
| Yellow Bus                                   | 1689-1757                                                                                      | 69        | 1986-1989 | Auckland                  | In 1998 overgegaan naar Stagecoach Auckland |  |

## Afbeeldingen

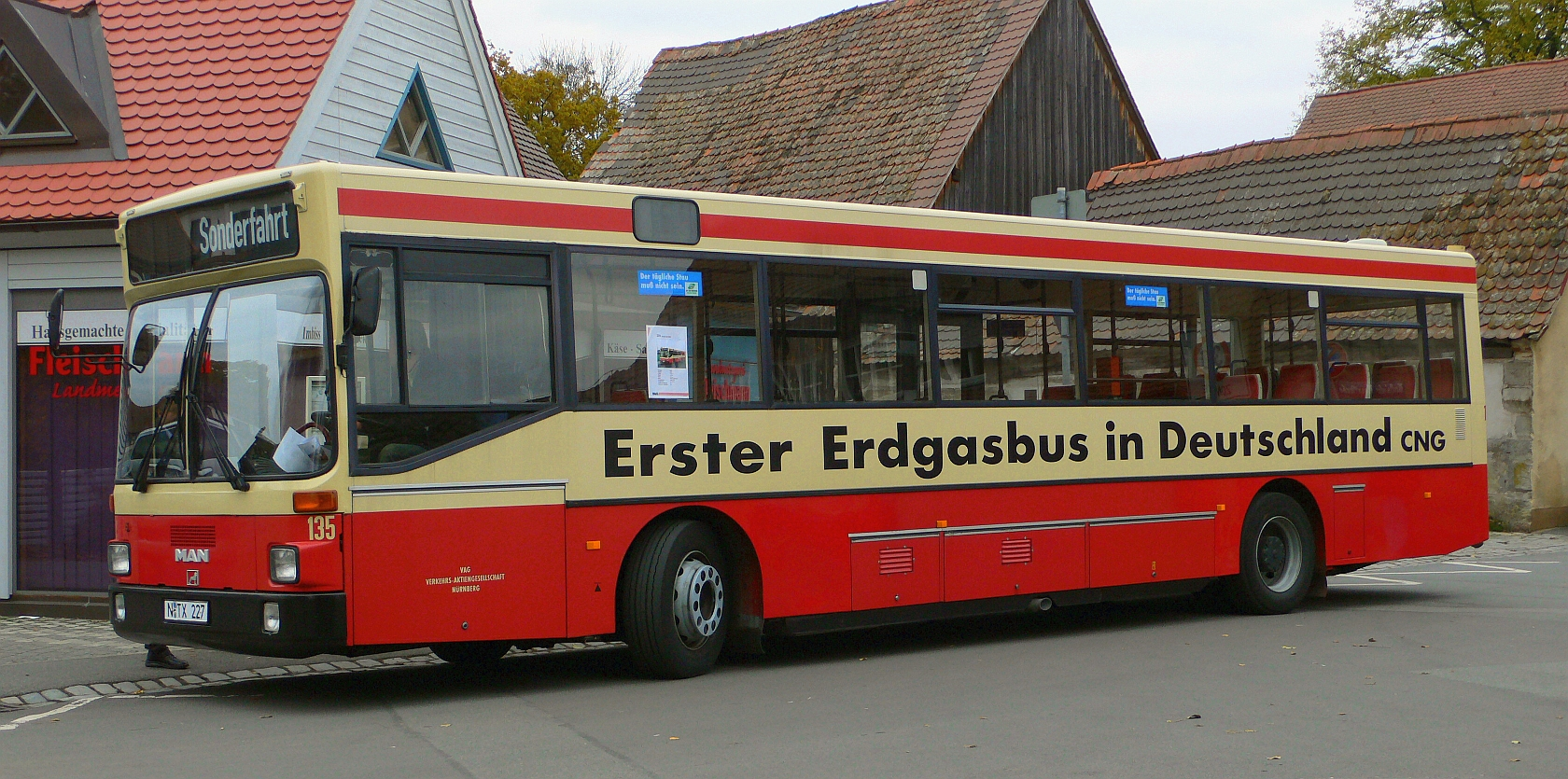
Eerste aardgasbus in Duitsland